# Maria Montez
Maria Montez (Santa Cruz de Barahona, 6 de junho de 1912 - Suresnes, 7 de setembro de 1951) foi uma atriz dominicana. Montez participou de 26 filmes, 21 dos quais, feitos nos Estados Unidos e 5 na Europa.

## Biografia
Nascida María Antonia García Vidal de Santo Silas (algumas fontes citam María África Gracia Vidal como seu nome de nascimento) em Barahona, República Dominicana no dia 6 de Junho de 1912, Montez era a segunda de dez filhos do espanhol Isidoro Gracia e sua esposa dominicana Teresa Vidal.
Ainda jovem, aprendeu autodidaticamente a falar inglês e em 1932 se casou com William McFeeters, um banqueiro americano. Seu casamento durou sete anos mas em 1939 terminou ao mesmo tempo em que sua figura exótica fez com que ela conseguisse emprego de modelo. Determinada a ser tornar uma atriz, contratou um agente e criou um resumo de sua vida, onde constava que seu nascimento foi em 1917. Acabou aceitando a oferta da Universal, e fazendo sua estréia nos cinemas em "Boss of Bullion City".
Montez ganhou popularidade no cinema na década de 1940 devido a sua beleza exótica estrelando diversos filmes de aventura em Hollywood. Sua imagem nas telas era de uma latina sedutora de cabelos vermelhos, vestida com roupas sensuais e jóias reluzentes. Ela chegou a ser conhecida como "A rainha do Technicolor." Sua beleza latina logo fizeram dela um sucesso da Universal, estrelando diversos filmes como: As Mil e uma Noites (1942), Branca Selvagem (1943), Ali Babá e os Quarenta Ladrões (1944), Mulher satânica (1944), Alma Cigana (1944) e A rainha do Nilo (1945).
Enquanto trabalhava em Hollywood, ela conheceu e se casou com o ator francês Jean-Pierre Aumont, que teve que viajar poucos dias depois do casório para servir nas Forças Francesa na Segunda Guerra Mundial. Ao final da guerra, o casal teve uma filha, Maria Christina (Tina Aumont), nascida em 1946. Eles se mudaram para a França. Lá, Maria Montez participou de alguns filmes. Também escreveu três livros, dois foram publicados.
A atriz, então com 39 anos faleceu em Paris, em 1951 depois de aparentemente sofrer um ataque cardíaco e se afogar na banheira. Ela foi enterrada no Cemitério de Montparnasse.
Logo depois de sua morte, foi inaugurada uma rua com seu nome, na sua terra natal, Barahona. Em 1996, a mesma cidade abriu o Aeroporto Internacional María Montez em sua homenagem.

## Filmografia
| Ano  | Título                             | Papal                                   |
| ---- | ---------------------------------- | --------------------------------------- |
| 1940 | Boss of Bullion City               | Linda Calhoun                           |
| 1940 | The Invisible Woman                | Marie                                   |
| 1941 | Lucky Devils                       | Mulher em traje de banho (sem créditos) |
| 1941 | That Night in Rio                  | Inez                                    |
| 1941 | Raiders of the Desert              | Zuleika                                 |
| 1941 | Moonlight in Hawaii                | Ilani                                   |
| 1941 | South of Tahiti                    | Melahi                                  |
| 1942 | Bombay Clipper                     | Sonya Dietrich Landers                  |
| 1942 | The Mystery of Marie Roget         | Marie                                   |
| 1942 | Pardon My Sarong                   | (cenas deletadas)                       |
| 1942 | Arabian Nights                     | Sherazade                               |
| 1943 | White Savage                       | Princesa Tahia                          |
| 1944 | Ali Baba and the Forty Thieves     | Amara                                   |
| 1944 | Follow the Boys                    | ela mesma (sem créditos)                |
| 1944 | Cobra Woman                        | Tollea / Naja                           |
| 1944 | Gypsy Wildcat                      | Carla                                   |
| 1944 | Bowery to Broadway                 | Marina                                  |
| 1945 | Sudan                              | Rainha Naila                            |
| 1946 | Tangier                            | Rita                                    |
| 1947 | The Exile                          | Condessa Anabella de Courteuil          |
| 1947 | Pirates of Monterey                | Marguerita Novarro                      |
| 1949 | Siren of Atlantis                  | Queen Antinea                           |
| 1949 | Wicked City                        | Dolores l'entraîneuse                   |
| 1949 | Portrait of an Assassin            | Lucienne de Rinck                       |
| 1950 | The Thief of Venice                | Tina Pisani                             |
| 1951 | Love and Blood/Shadows Over Naples | Dolores                                 |
| 1951 | Revenge of the Pirates             | Consuelo                                |